# Lis i gęsi

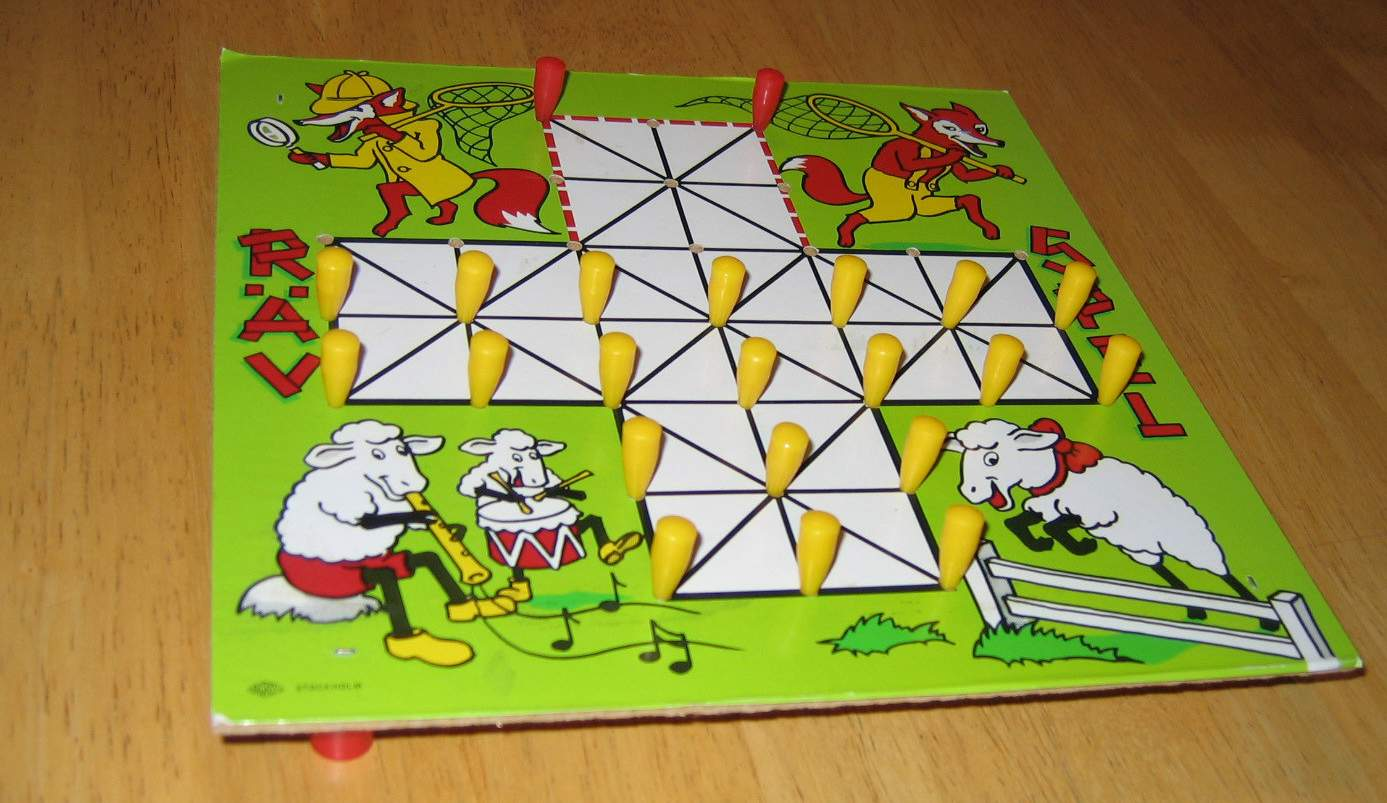
Współczesne wydanie gry

Lis i gęsi – ludowa gra islandzka, znana tam pod nazwą halatafl od XIV wieku, później popularna w Wielkiej Brytanii i całej Europie. Gry podobne, nieraz identyczne, znane są również w Azji, na przykład japońska yasa-sukari.

## Zasady gry
Gra rozgrywa się na planszy o 33 polach na przecięciach linii w kształcie "równoramiennego krzyża": wszystkie jego podstawy mają po 3 przecięcia długości. Do gry potrzeba 13 pionów czarnych (gęsi) i jeden pion biały (lis). Lis stoi zawsze na środku planszy. Gęsi ustawia się zaś na polach które nie stoją na szerokości pola lisa i które są na jego naprzeciw.
Grę rozpoczynają gęsi. Gracze wykonują przemiennie ruchy swoimi pionkami przekładając je na wolne sąsiednie połączone przecięcie.
Lis bije gęś przez przeskoczenie idąc kierunkiem systematycznego ruchu. Może też w jednym ruchu zbić więcej niż jedną gęś: jeśli za kolejno bitymi gęśmi znajdują się pola gęsi (bicie nie jest obowiązkowe). Zbite gęsi usuwa się z planszy i nie wracają one już do gry. Gęsiom nie wolno bić lisa. Gracz grający gęśmi wygrywa gdy unieruchomi lisa przez otoczenie. Gracz grający lisem wygrywa, gdy zbiję taką liczbę gęsi, iż nie grozi mu zablokowanie. Za wystarczające do wygranej uznaje się zbicie ośmiu gęsi, najlepiej jest jednak kontynuować grę do chwili gdy gracz grający gęśmi podda się lub zostaną mu zbite wszystkie pionki. 

## Warianty gry
Istnieją odmiany tej gry, w których używa się innego ustawienia początkowego i innej liczby gęsi (15 lub 17). Kolejna odmiana tej gry nosząca nazwę Niedźwiedzie i psy, przewiduje użycie 2 pionków przeciw 20-24. W Islandii znany jest również wariant tej gry nazywany tam freys-tafl. Przy zachowaniu wszystkich zasad zmienia się układ linii na planszy.

## Ustawienia planszy
| standardowe                                                       | alternatywne                                                      | alternatywne                                                      | alternatywne                                                      |                                                                   |
| x x x x x x x x x x x x x . . . o . . . . . . . . . . . . . . . . | x x x x x x x x x x x x x . . . . . . . . . . o . . . . . . . . . | x x x x x x x x x x x x x x . . o . . x . . . . . . . . . . . . . | x x x x x x x x x x x x x x x . . . x x . . . o . . . . . . . . . | x x x x x x x x x x x x x x x x x x x x . . o . o . . . . . . . . |